# Ruud De Ridder
Rudolf (Ruud) De Ridder (Antwerpen, 27 september 1951) is een Vlaamse acteur, regisseur en toneelschrijver-directeur. Hij is vooral bekend van populaire komedies op televisie (VTM) zoals Bompa, Drie mannen onder één dak of Chez Bompa Lawijt en als oprichter-huisauteur van het 'Echt Antwaarps Teater'.

## Biografie

### Loopbaan
Ruud De Ridder wilde oorspronkelijk journalist worden, maar uiteindelijk combineerde hij schrijven met acteren voor het theater.
Als acteur debuteerde hij in 1967 bij toneelgroep Kindervreugd in de Bourlaschouwburg. Hij studeerde één jaar aan het conservatorium Antwerpen en volgde privé lessen bij Luc Philips. Hij speelde van 1969 tot 1984 bij het Koninklijk Jeugdtheater van de stad Antwerpen, waar hij tevens huisauteur werd en verschillende sprookjes voor theater herschreef. Als acteur speelde hij er 154 verschillende theaterstukken.
In combinatie acteerde hij ook bij het Fakkeltheater en ontdekte daar zijn komisch talent.
Zijn eerste komedie als auteur in een reeks van circa honderdvijftig afleveringen, Wat doen we met Bompa? dateert van 1980. Sinds 2002 schrijft hij ook drama's.
In 1981 richtte De Ridder het Echt Antwaarps Teater (EAT) op, een professioneel gezelschap dat debuteerde in de Arenbergschouwburg. In 1987 opende hij zijn eigen schouwburg het 'Echt Antwaarps Teater'. Hij schreef tot op heden 150 theaterstukken.
Sinds 2000 vormt hij met zijn vrouw Nicole Laurent een theaterduo. Zij is ook vanaf dan zijn muze. Later wordt ze zijn co-auteur.
Samen runnen zij het echt Antwaarps teater tot 2020.

### Persoonlijk
Ruud De Ridder was gehuwd met Jane Peter en is sinds 2009 hertrouwd met Nicole Laurent. Hij heeft een zoon, acteur Sven De Ridder. De dochter van zijn eerste vrouw, Linda De Ridder kon hij niet adopteren, zij verkreeg enkel een wijziging van achternaam. Bij zijn tweede vrouw, Nicole Laurent, adopteerde hij haar kinderen  Anke en Bram De Ridder.
Ruud De Ridder is de kleinzoon van Frans Lemmens, die de titel van Rechtvaardige onder de Volkeren ontving omdat hij tijdens de Tweede Wereldoorlog drie Joodse kinderen heeft opgevangen nadat hun ouders waren gedeporteerd naar Auschwitz.

## Films
- De loteling (1974)
- Vijgen na Kerstmis (1989) - als Louis Pardon (de concierge)
- Bingo (2013) - als Pierre

## Onderscheidingen
- Prijs voor letterkunde van de provincie Antwerpen (1987)
- Sabamprijs (1987)
- Edmond Hustinxprijs (1992)
- Gouden Oog (1990) voor Bompa

## Acteerwerk voor televisie
- Langs de Kade - als Tuur Trotters - afleveringen De kaailoopster (1988) en Cannabis Sativa (1989)
- Bompa - als Leo Vleugels - (1989-1994)
- Benidorm - als Getuige van Jehova - (1989)
- Drie mannen onder één dak - als Max - (1991-1994)
- Zomerrust - als Max – aflevering 't Is weer voorbij die mooie zomer (1993)
- Chez Bompa Lawijt - als Leo Vleugels - (1994)
- Pa heeft een lief - als Clement - (2000)

## Scenario's voor televisie
- Bompa (1989-1994)
- Drie mannen onder één dak (1991-1994)
- Chez Bompa Lawijt (1994-1998)
- Zomerrust (1993-1994)
- Pa heeft een lief (2000)
- Co-creator van Familie